# 許廷桂 (嘉靖進士)
許廷桂（1483年—？年），字世芳，南直隶凤阳府壽州蒙城縣人，明朝政治人物。

## 生平
治《詩經》，正德十一年（1516年）應天府鄉試第九十七名舉人，年四十一歲中式嘉靖二年（1523年）癸未科會試第八十名，第三甲第一百四十九名進士。授阜城县知县，擢升户部主事，八年四月改任江西道监察御史，十二年四月考察降调。

## 家族
曾祖許富。祖父許志，知县。父許譚。母段氏。具庆下。弟廷相。